# حزب الراية الأردنية
حزب الراية الأردنية هو حزب سياسي أردني تأسس في عام 2016، واتخذ مقرًا له في مدينة الكرك، قبل اندماجه مع حزب الشهامة الأردني ليُكونا معًا حزب الأرض المباركة.

## قيادات للحزب
انتُخب بلال مصطفى الدهيسات أمينًا عامًا لحزب الراية الأردنية خلال المؤتمر التأسيسي للحزب والذي عُقد في مدينة الكرك في عام 2016 وحتى حلّ الحزب في عام 2022.

## لمحة تاريخية
تأسس حزب الراية الأردنية في عام 2016، وعقد مؤتمره التأسيسيّ الأول بمدينة الكرك في يوليو/تموز عام 2016. وفي أغسطس/آب عام 2022 وافق مجلس مفوضي الهيئة المُستقلة للانتخاب على طلب الاندماج الذي تقدم به كل من الأمين العام لحزب الراية الأردنية والأمين العام لحزب الشهامة الأردني لدمج الحزبين في حزب واحد هو حزب الأرض المباركة، وبذلك أصبح حزب الراية الأردنية حزبًا منحلًّا بموجب قانون الأحزاب الأردني.

## حزب الأرض المباركة
في مايو/أيار عام 2023 وافق مجلس مفوضي الهيئة المستقلة للانتخاب في الأردن على استمرار عمل حزب الأرض المباركة الذي نجم عن اندماج حزب الشهامة الأردني مع حزب الراية الأردنية بعدما تمكن الحزب من توفيق أوضاعه واستيفاء كافة الشروط التي نصّ عليها قانون الأحزاب الأردني رقم (7) والصادر في عام 2022. كانت الحكومة الأردنية قد أقرت في العام السابق قانونًا لتنظيم تأسيس الأحزاب السياسية في الأردن، وكانت مواد هذا القانون تشترط أن تُحقّق الأحزاب السياسية مجموعة من المعايير لكي تتم الموافقة على تأسيسها وتُصبح أحزابًا مُعترف بها رسميًا ويحق لها المُشاركة في الانتخابات البرلمانية الأردنية. كان من بين هذه الشروط أن ينضمّ للحزب في وقت إعلان تأسيسه ما لا يقلّ عن 1000 عضو في ستة مُحافظات أردنية مُختلفة، بحيث لا تقل نسبة النساء عن 20 بالمائة من أعضاء الحزب ولا تقل نسبة الشباب عن 20 بالمائة من الأعضاء.